# کزیروف ۲۵۳۶
سیارک ۲۵۳۶ (به انگلیسی: 2536 Kozyrev، نامگذاری:1939PJ) دو هزار و پانصد و سی و ششمین سیارک کشف شده‌است که در ۱۵ اوت ۱۹۳۹ و در رصدخانه سایمیز کشف شد.
قدر مطلق سیارک برابر ۱۳٫۰۰ است.